# Pall Mall (cigarrillos)
Pall Mall es una marca de cigarrillos estadounidense fabricados por la Malboro en Winston Salem, Carolina del Norte, y a nivel internacional por British American Tabacco (exportador a distintos lugares del mundo), compañía que surge de la fusión entre la Imperial Tobacco y la American Tobacco Company.
Una figura importante de la Imperial Tobacco Company fue James Buchanan Duke (23 de diciembre de 1856-10 de octubre de 1925) director de la American Tobacco Company quien creó un verdadero monopolio de la industria tabacalera que llevó a la quiebra a grandes empresas lo que originó un fallo antimonopolio en Estados Unidos. A partir de esta situación llevó a la Imperial Tobacco (Imperial Brands) a abandonar los planes de entrar al mercado americano. El resultado de todo esto fue la formación de British American Tobacco Company Limited (BAT) que significó la ramificación en cuatro empresas principales.
Una de ellas mantiene el nombre del ATC y los derechos de seguir vendiendo una serie de marcas imperiales en los EE. UU., dejando la posibilidad que Imperial pueda exportar cualquiera de sus otras marcas en el mercado americano.

## Introducción
La marca de cigarros Pall Mall fue introducida en el mercado en 1899 por la compañía Butler & Butler, originalmente dirigidos a la clase alta como el primer cigarro "premium".
En 1907, Pall Mall fue adquirida por American Tobacco con la venta de Butler & Butler. Los nuevos propietarios de la marca la utilizaron para probar innovaciones en el diseño de cigarrillos, como el "king size" (actualmente, el tamaño estándar para los cigarrillos en 85 mm), una nueva forma de relleno de tabaco, y los cigarrillos que supuestamente se hicieron para ser más suaves para la garganta.
Pall Mall alcanzó el máximo de su popularidad en 1960 cuando fueron la marca número uno de cigarrillos en los Estados Unidos. La empresa apostó por el diseño introduciendo los cigarrillos "largos" de 100 mm (de nuevo se creó una nueva norma, esta vez para siempre en todos los cigarrillos).
Luego Pall Mall sería destronada en 1966 por cigarrillos Winston, cuando Pall Mall encontró que ya no podía competir con la campaña publicitaria de Winston "Winston tiene buen sabor, como todo cigarrillo debería tener".
En 1994, Pall Mall y Lucky Strike fueron adquirido por Brown & Williamson Tobacco Corporation. Desde ese momento quedó atrás en el diseño del cigarrillo (hasta ese momento seguía siendo una de las pocas marcas de cigarrillos que permanecerían sin filtro. Finalmente, en 1987, los nuevos cigarrillos filtrados de Pall Malls se introdujeron en el mercado, alcanzando a la forma de la industria por sus innovaciones.
Las empresas Brown & Williamson se fusionaron con R. J. Reynolds Tobacco Company el 30 de julio de 2004, con la empresa sobrevivir tomando el nombre, RJ Reynolds Tobacco Company. RJ Reynolds (para continuar la fabricación de cigarrillos con filtrado y no filtrado estilos de Pall Mall) mercalizando sus productos principalmente en el mercado de los EE. UU. La British American Tobacco sigue siendo quien fabrica y comercializa Pall Mall fuera de los EE. UU.
British American Tobacco tiene presencia empresarial hace más de 100 años en el mundo y a partir del 2012, Pall Mall es la marca con mayor número de ventas de la compañía R. J. Reynolds.

## Logotipo
El famoso logo de Pall Mall tiene grandes letras art nouveau enunciando "Pall Mall" en la parte superior frontal del envase. En la cara hay un escudo de armas blanco. En la parte delantera y trasera del envase se muestran dos leones reales a los lados y un yelmo de caballero en la parte superior. El interior del escudo dice "Per aspera ad astra" o "Hacia las estrellas a través de las dificultades". Hay una bandera bajo el escudo con otra frase latina, "In hoc signo vinces" o "Con este signo vencerás", frase que apareció en una visión de Constantino I antes de la Batalla del Puente Milvio. También el famoso lema de Pall Mall, "Dondequiera que personas particulares se congregue", aparece debajo del escudo de armas.
En términos generales, existen diferentes diseños para paquetes de Pall Mall. Siempre se puede identificar en qué mercado, un paquete de Pall Mall fue comprado. No obstante, el logotipo y las principales características de la misma siguen siendo inmutables.
En 2007, R. J. Reynolds Tobacco Company cambió el color de los envases Pall Mall Ultra Suaves, tanto a corto como a 100's, de azul claro a naranja para poner fin a la confusión entre los Suaves y Ultra Suaves (ambos tipos habían sido envasados en color azul).
Recientemente el filtro de los Pall Mall Suaves ha cambiado de anillo de oro de color azul marino a un tanto se pongan en venta la caja y los Pall Mall caracteres en el filtro.
Sin filtrar la mezcla se vende todavía en soft packss con el estilo tradicional y el diseño de envases.

## Cultura
Pall Mall es la marca que con más frecuencia se menciona en los cuentos y novelas del autor Charles Bukowski, lo que sugiere que podría ser su marca preferida.
Philip K. Dick ha utilizado la marca Pall Mall, en su novela UBIK en el que se convirtió en un importante dispositivo de venta.
Kurt Vonnegut, fumador de Pall Mall, utiliza la marca en varias de sus novelas. Se le atribuye la cita: "una manera de comprometerse con clase en el suicidio".
El personaje Daisuke Jigen del anime Lupin III fuma Pall Mall Filter Longs como una de sus marcas favoritas.
El protagonista masculino de la película El bebé de Rosemary es visto con un cartón de Pall Malls que había adquirido.
El escritor Stephen King utiliza Pall Mall en muchas de sus obras.
La película Beverly Hills Cop (1984) comienza con Axel Foley (Eddie Murphy) en la parte trasera de un camión, cargado con cigarrillos Pall Mall y Lucky Strike.
Joan Benny relata en su libro Domingo Siete Noches en que su padre Jack Benny recibió dos cartones de Lucky Strike y dos cajas de cigarrillos Pall Mall cada semana como consecuencia del patrocinio de la American Tobacco de su de radio.
En un episodio de Seinfeld llamado El Andrea Doria, Jerry se queja de que Newman que la acumulación de correo en su mini-almacenamiento es ilegal. Newman respuestas "Sin embargo, es perfectamente legal para tener el alma de un hombre y aplastar como una rancia Pall Mall".
Pall Mall cigarros se mencionan en el Melocotones canción "Chicos ¿Quiéres ser ella".
En 2004 la película Ventana Secreta , el personaje de John Shooter fuma cigarrillos Pall Mall.
Mickey Avalon se refiere a los cigarrillos Pall Mall en su canción "Hustler Hall of Fame".
Jason Aldean hizo una referencia a los cigarrillos Pall Mall en su canción "Hicktown."
En la novela El Club de la Alegría Suerte por Amy Tan, el padre del narrador es a menudo descrito sentado en su silla fumando cigarrillos Pall Mall.
En la versión de MSX Metal Gear, la marca de la cajetilla de cigarrillos se muestra durante la apertura es "Bal Mal" (sic). El envase tiene la misma apariencia que un paquete de cigarrillos Pall Mall. En la versión de subsistencia, se sustituirá por un paquete de cigarrillos de ficción Gator.
En Goodfellas, los cigarrillos robados de la camioneta y vendidos en la calle son marca Pall Mall.
En el episodio N.º 149 de la popular serie de TV. "The Twilight Zone" emitido el 17 de abril de 1964 y titulado "The Jeopardy room" aparece en los créditos finales una publicidad de los cigarrillos Pall Mall.
El protagonista de Gangsta y su respectiva serie de anime, Worick Arcangelo fuma cigarrillos Pall Mall desde los trece años, además dice ser su marca favorita de cigarrillos.